# 투바 공화국
투바(/ˈtuːvə/; 러시아어: Тува [tʊˈva]) 또는 티바(/ˈtɪvə/; 투바어: Тыва tyv), 공식적으로 투바 공화국은 러시아의 공화국이다. 투바는 아시아의 지리적 중심지, 시베리아 남부에 위치한다. 이 공화국은 알타이 공화국, 부랴티야, 이르쿠츠크주, 하카시야, 크라스노야르스크 변경주와 국경을 접하고 있으며 남쪽으로 몽골과 국경을 접한다. 투바의 인구는 336,651명(2021년 러시아 인구 조사.) 수도는 크즐이고, 인구의 3분의 1 이상이 크즐에 거주한다.
역사적으로 중국의 마지막 제국 왕조인 청나라 시대에 탕누 우량하이라는 이름으로 외몽골의 일부였던 투바는 신해혁명에 따라 1911년에 중화민국이 탄생한 우량하이 공화국으로 분리되었다. 1914년에 러시아 보호령이 되었고 1921년에 명목상 독립된 투바 인민공화국으로 대체되었다(1926년까지 공식적으로는 탄누 투바로 알려짐). 1944년에 소련에 합병되기 전까지 이웃 국가인 소련과 몽골에서만 인정받았다. 인구의 대부분은 모국어로 투바어를 사용하는 투바인인 반면, 러시아인 소수민족은 러시아어를 모국어로 사용한다. 두 언어 모두 공화국에서 공식 언어이며 널리 알려져 있다. 대쿠랄은 투바의 지방의회이다.

## 지리

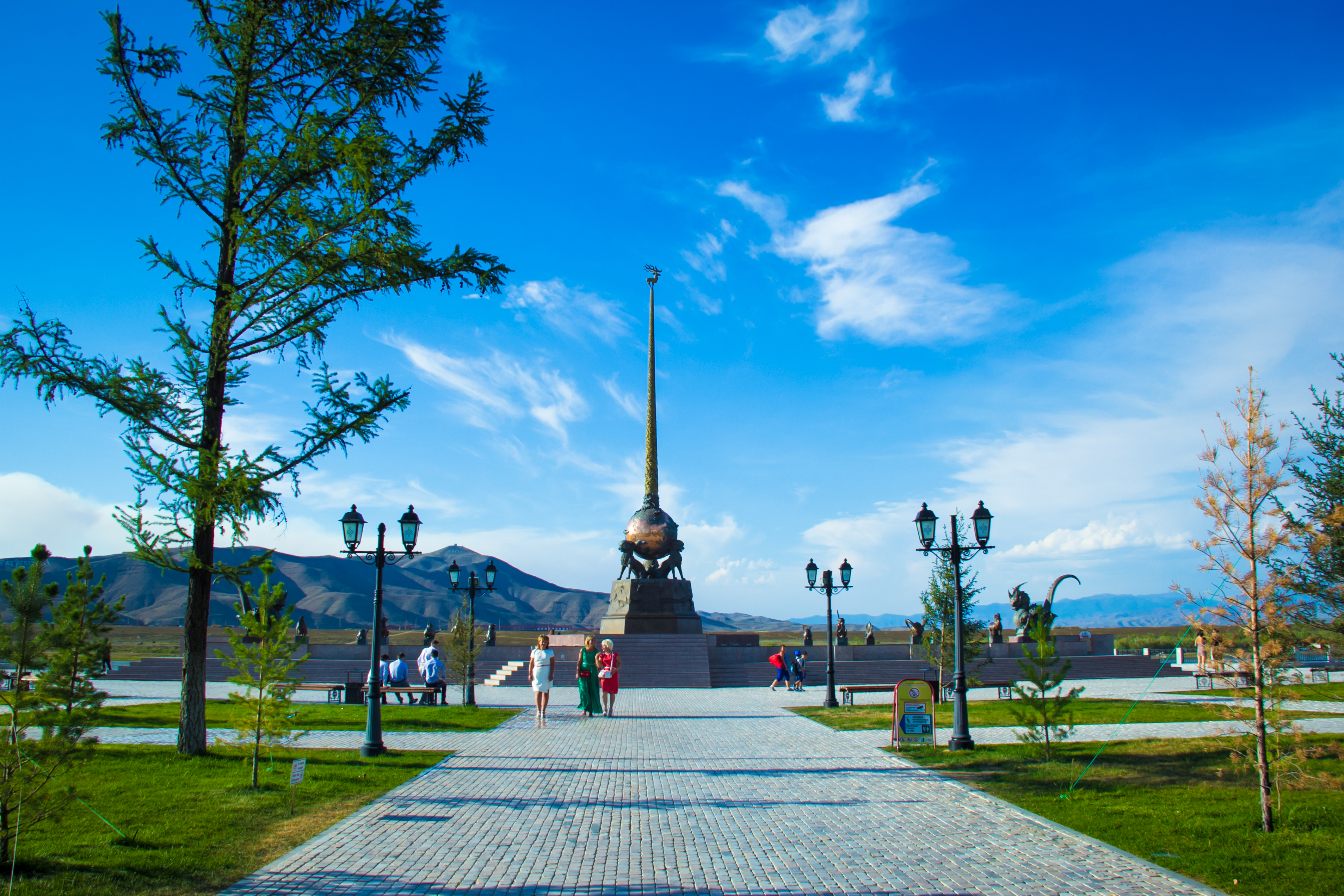
지리적 "중앙아시아", 2015년

티바 공화국은 시베리아의 극남쪽에 위치한다. 수도는 지리적 "중앙아시아" 근처에 위치한 크즐이다. 공화국의 동부는 삼림이 우거져 있고 높은 반면, 서부는 건조한 저지대이다.
- 국경:
  - 내부: 하카시야 공화국 (NW/N), 크라스노야르스크 변경주 (N), 이르쿠츠크주 (N/NE), 부랴티야 공화국 (E), 알타이 공화국 (SW/W)
  - 국제: 몽골 (바양울기주, 후브스골주, 우브스주, 자브칸주) (S) (국경선 길이: 1,305 킬로미터 (811 mi))
- 가장 높은 지점: 몽군타이가산, 3,970 미터 (13,020 ft)
- 최대 N-S 거리:  450 킬로미터 (280 mi)
- 최대 동서 거리: 700 킬로미터 (430 mi) 이상
- 면적: 170,427 제곱킬로미터 (65,802 mi2)

### 강
투바 공화국에는 세계에서 5번째로 긴 강인 예니세이강의 상류를 포함하여 8,000개가 넘는 강이 있다. 공화국의 대부분의 강은 예니세이 지류다. 또한 이 지역에는 수많은 광물샘이 있다.
주요 강은 다음과 같습니다.
- 예니세이강 (울루그켐 이라고도 함)
- 칸테기르강
- 켐치크강
- 말리예니세이강 (카켐 이라고도 함)
- 상류 예니세이강 (비이켐 이라고도 함)

### 호수

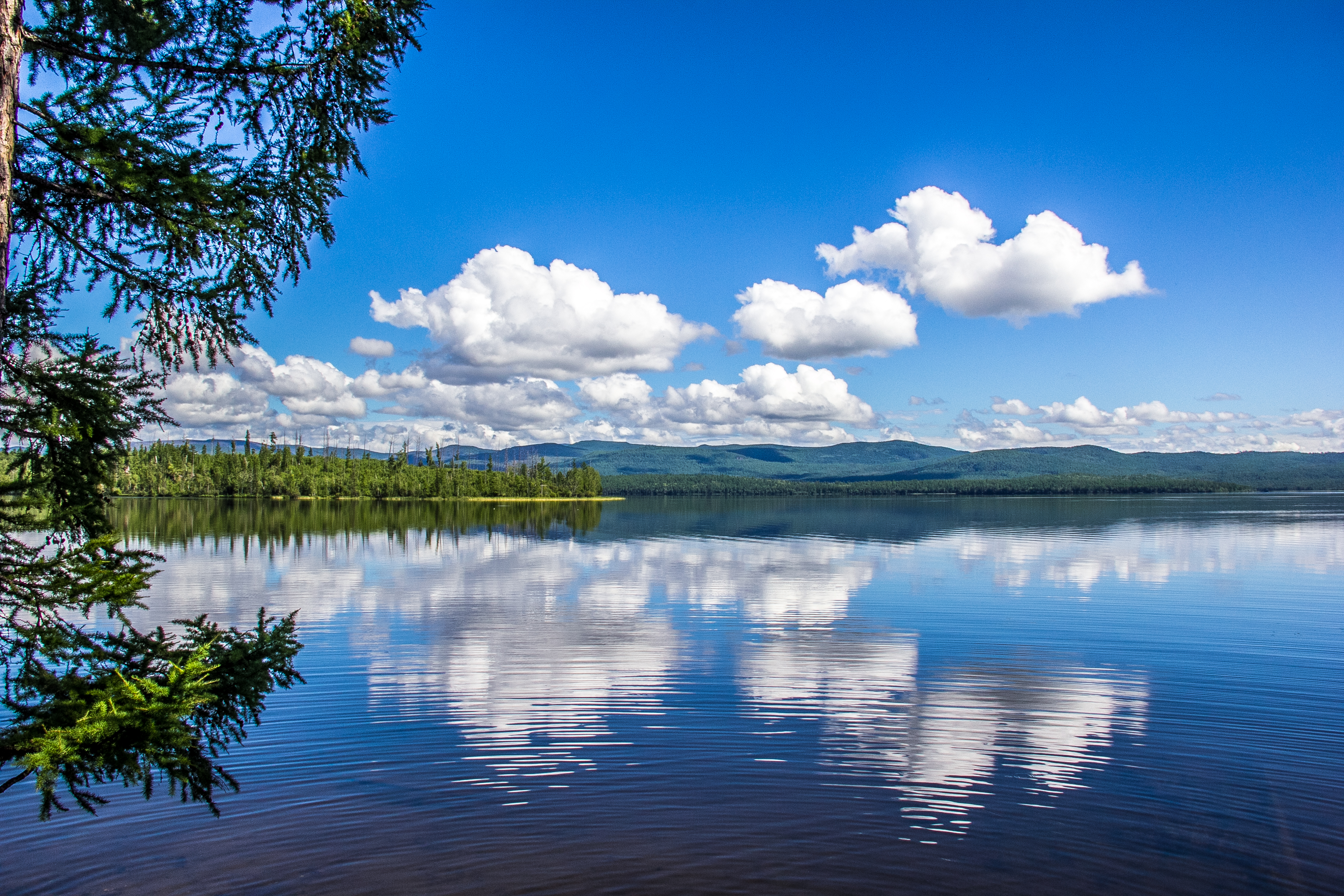
아자스호

투바에는 수많은 호수가 있는데, 그 중 많은 호수가 빙하 호수이고 소금 호수이다. 여기에는 공화국에서 가장 큰 토자 호수 또는 아자스 호수(100 {\displaystyle Km^{2}})와 우브스 호수(몽골과 공유하며 세계유산)가 있다.

### 산

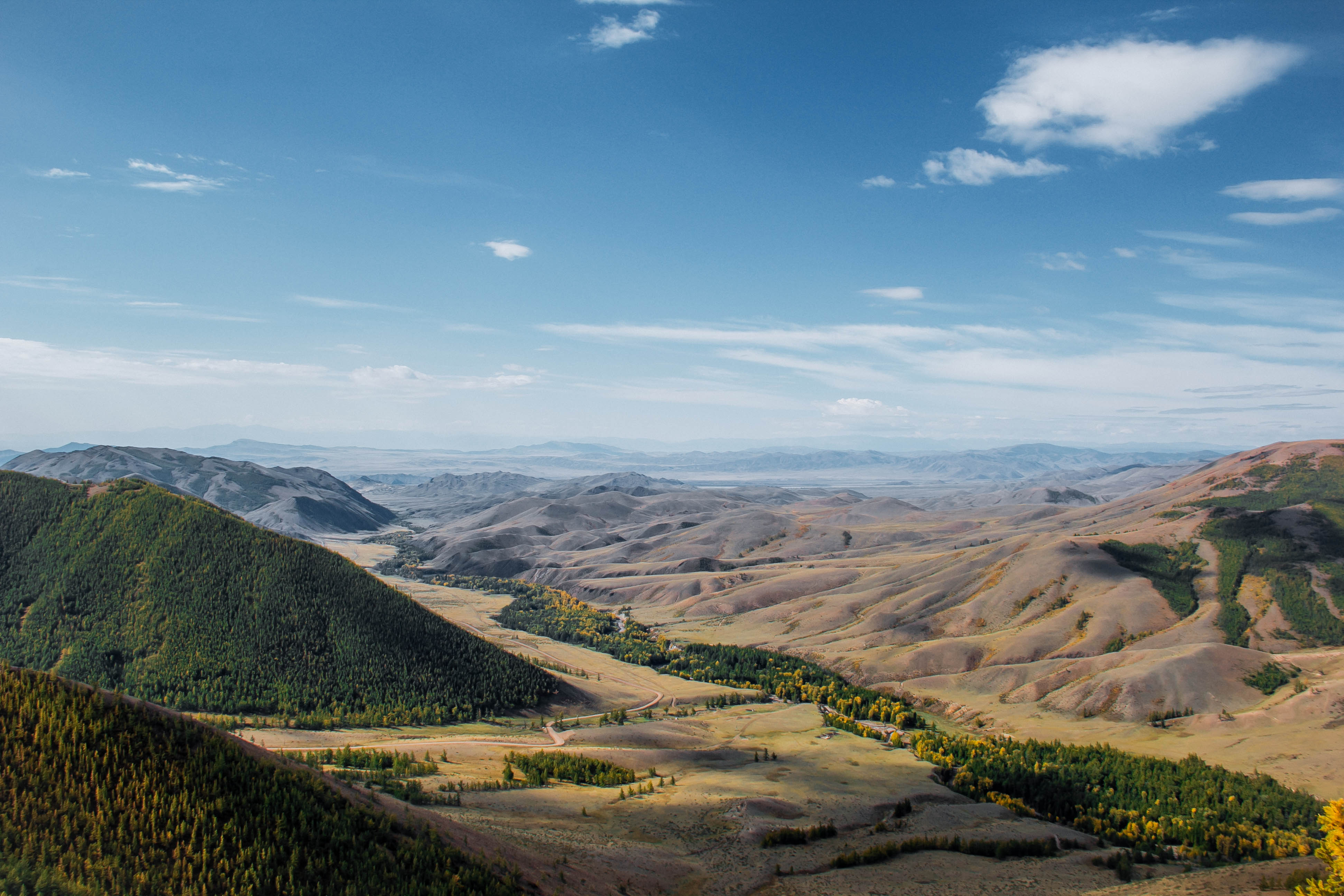
투바산맥

투바 공화국은 사얀과 탄누올라 산맥으로 둘러싸인 약 600m 높이의 산 분지로 이루어져 있다. 산과 언덕이 영토의 80% 이상을 차지한다. 몽군타이가("은빛 산", 3,970m)는 공화국의 가장 높은 지점이며 빙하에서 이름을 따왔다.

## 기후
- 1월 기온: −32°C
- 7월 기온: +18°C
- 강수량: 150mm(평원), 1,000mm(산악 지대)

## 주민
2002년의 조사에서 투바인(또는 투빈인)들이 77%(23만 5,313명)이 거주하고 있다. 투바인들은 튀르크족이지만 불교를 믿는다. 러시아인(6만 1,442명, 20.1%), 코미인(1,404명), 하카스인(1,219명)이 거주하고 있다.
공용어는 투바어와 러시아어이다.
| 연도                | 인구    | ±%     |
| ------------------- | ------- | ------ |
| 1959                | 171,928 | —      |
| 1970                | 230,864 | +34.3% |
| 1979                | 266,453 | +15.4% |
| 1989                | 309,129 | +16.0% |
| 2002                | 305,510 | −1.2%  |
| 2010                | 307,930 | +0.8%  |
| 2021                | 336,651 | +9.3%  |
| Source: Census data |         |        |

## 역사
투바의 영토는 흉노 제국과 선비족, 루란 칸국의 영역이었고, 예니세이 키르기스 왕국의 영토였다가 몽골 제국에 편입되었다. 이후 몽골 제국과 원나라의 영토였으며, 원나라의 붕괴 이후에는 오이라트부와 준가르 칸국의 영역이었다.
1758년 청나라의 준가르 정벌 당시 정복당해 외몽골의 일부로서 청나라의 영토가 되었다. 투바 공화국이 공식적으로 러시아의 영토가 된 것은 1944년 10월이다. 투바인들은 1758년부터 청나라의 지배를 받고 있었는데 청나라의 혼란과 신해혁명을 틈타 1911년에 청나라로부터 독립하였다. 그러나 러시아가 재빨리 이 지역을 보호령으로 선언하여 지배권 아래 넣었고, 말뿐인 독립국으로 유지하다가 1944년 10월에 투바 자치주(Tuvinian Autonomous Oblast)로서 소련에 편입시켰다. 그 후 1961년 10월 10일에 소련의 자치 공화국으로 승격되었다. 다만 중화민국은 현재도 이 지역에 대한 영유권을 주장하며 투바 공화국을 중화민국의 강역에 포함시키고 있다.
투바 소비에트 사회주의 자치 공화국은 1992년 3월 31일에 투바 공화국(Republic of Tuva)이 되었다. 1993년 10월 21일에는 새 헌법이 채택되었다.

## 경제
실업률은 2017년 기준 18.7%이다. 출처:

## 교통

### 버스
투바까지 철도가 없기 때문에 키질까지 버스로만 갈 수 있다. 크라스노야르스크, 노보시비르스크, 아바칸에서 정기 버스를 탈 수 있다.

### 비행기
그리고 이르쿠츠크공항과 크라스노야르스크공항에서 비행기로 갈 수 있다. 2018년부터 키질 - 울란바토르 국제선이 있다.

## 종교
대부분이 티베트 불교와 샤머니즘을 믿는다. 일부는 러시아 정교회나 이슬람교를 믿는다.

## 기타
미국의 노벨상 수상자인 리처드 파인먼 교수는 미국과 소련과의 냉전시절 당시 소련의 체제하에 있던 투바 공화국을 방문하기 위해 10여년을 준비했으나 결국 그 뜻을 이루지 못하고 세상을 떠났다. 투바의 수도 키질에는 아시아의 지리적 중앙임을 상징하는 '아시아의 중심 기념탑'이 세워져 있으며 리처드 파인먼의 투바 여행에 대한 열정을 기리는 내용이 새겨져 있다.

## 같이 보기
- 알타이사얀주
- 역사적 미승인 국가 목록
- 투바말

## 노트
1. ↑  러시아어: Республика Тыва, tr. Respublika Tyva, IPA: [rʲɪˈspublʲɪkə tɨˈva]; 투바어: Тыва Республика Tıva Respublika, tyv